# Bob Murphy (Eishockeyspieler)
Robert „Bob“ Murphy (* 27. Januar 1951 in Toronto, Ontario) ist ein ehemaliger kanadischer Eishockeyspieler.

## Karriere
Nachdem Murphy zunächst eine Zeitlang in Weston im Juniorenbereich aktiv gewesen war, verbrachte er das Spieljahr 1970/71 bei den Cornwall Royals in der Ligue de hockey junior majeur du Québec und konnte dort sofort als Leistungsträger derart überzeugen, sodass er als LHJMQ Recrue de l’année (bester Neuling der Liga) ausgezeichnet wurde. Mit 88 erzielten Scorerpunkten in 62 Spielen war er Topscorer der Cornwall Royals.
Im Anschluss an diese Spielzeit wurde er im NHL Amateur Draft 1971 in der achten Runde an insgesamt 102. Position von den Vancouver Canucks ausgewählt. Murphy spielte jedoch nie in der National Hockey League; den Großteil seiner Karriere verbrachte der Linksschütze in der North American Hockey League.
In der folgenden Saison stand er vorwiegend für die Syracuse Blazers aus der Eastern Hockey League auf dem Eis, absolvierte aber auch drei Partien für die Rochester Americans in der American Hockey League. Nach einem weiteren Engagement in der Eastern Hockey League, diesmal bei den Cape Cod Cubs, wechselte der Stürmer zur Spielzeit 1973/74 in die neu gegründete North American Hockey League zu den Mohawk Valley Comets. Im Oktober 1974 wurde er zu den Maine Nordiques transferiert. Aufgrund einer Rippenverletzung verpasste er einige Spiele der Saison 1974/75. Nach einer weiteren Spielzeit im Trikot der Maine Nordiques beendete Murphy seine Karriere.

## Erfolge und Auszeichnungen
- 1971 LHJMQ Recrue de l’année